# Pasteur (Schiff, 1966)
Die 1966 in Dienst gestellte Pasteur war das letzte gebaute Passagierschiff der französischen Reederei Messageries Maritimes und stand bis September 1972 im Linienverkehr nach Südamerika im Einsatz. Anschließend wurde sie nach Indien verkauft und als Chidambaram eingesetzt. Nach einem Großbrand am 12. Februar 1985, bei dem 40 Menschen ums Leben kamen, ging das Schiff im April 1985 zum Abbruch nach Bombay.

## Geschichte
Die Pasteur entstand unter der Baunummer 247 in der Werft von Ateliers & Chantiers de France in Dunkerque und lief am 2. Juni 1966 vom Stapel. Ursprünglich sollte sie den Namen Australien tragen und im Dienst von Marseille nach Australien eingesetzt werden, ehe diese Pläne noch während der Bauphase verworfen wurden. Stattdessen nahm das am 27. Oktober 1966 an Messageries Maritimes abgelieferte Schiff am 2. November den Linienverkehr nach Südamerika auf.
Am 29. Januar 1969 wurde die in Buenos Aires liegende Pasteur durch einen Brand beschädigt. Im Dezember desselben Jahres lag sie für Werftarbeiten im Trockendock in Hamburg. Ein weiterer Vorfall ereignete sich an Heiligabend 1970, als das Schiff in Lissabon auf Grund lief und sich deshalb um drei Tage verspätete. Nachdem der Liniendienst unrentabel wurde beendete die Pasteur am 16. September 1972 ihre letzte Überfahrt. Auch die beiden noch verbleibenden Schiffe der Reederei, die Calédonien und die Tahitien, stellten im selben Jahr den Betrieb ein. Somit endete der Linienverkehr der Messageries Maritimes nach 120 Jahren.
Im Oktober 1972 ging die Pasteur an die Shipping Corporation of India und wurde anschließend in Amsterdam umgebaut. Die Anzahl der Passagiere erhöhte sich durch den Einbau von Schlafsälen immens. Im März 1973 nahm das Schiff als Chidambaram den Dienst von Indien nach Singapur auf.
Am 12. Februar 1985 brach während einer weiteren Überfahrt nach Singapur vor Madras aus ungeklärter Ursache ein Brand in einem der Schlafsäle der Chidambaram aus, der sich auf das gesamte Schiff ausbreitete. 40 Menschen kamen hierbei ums Leben. Das ausgebrannte Wrack lag noch mehrere Wochen im Hafen von Madras, ehe es im April 1985 nach Bombay geschleppt und dort abgewrackt wurde.